# Pogonatum vanhoeffenii
Pogonatum vanhoeffenii là một loài Rêu trong họ Polytrichaceae. Loài này được (Kindb.) Paris miêu tả khoa học đầu tiên năm 1900.